# 롱샴
롱샴(Longchamp)은 프랑스의 고급 가죽 제품 회사로 1948년 파리에서 쟝 카세그랑에 의해 설립되었다.
쟝 카세그랑은 세계 최초로 고급 가죽을 덧입힌 담배 파이프를 만들었고, 지갑, 여권 커버 같은 작은 가죽 제품으로 그 영역을 확장했다. 롱샴은 1971년에 여성 핸드백을 첫 출시했으며 프랑스의 선도적인 가죽 제품 제조 업체 중 하나가 되었다.
롱샴은 제품 생산에 사용하면서 성장의 돌파구를 마련하였다. 1970년대에 롱샴은 가죽과 나일론 사용한 여행용 가방 컬렉션을 선보였다. 그 당시 일반적으로 판매되고 있던 무거운 여행 가방과 달리 롱샴에서 처음으로 선 보이는 가벼운 여행용 가방이었다. 이러한 참신한 제품의 혁신에 힘입은 롱샴은 몇 십 년 후 르 플리아쥬 Le pliage라는, 전 세계적으로 알려진 여성 핸드백을 디자인하게 되었다.
혁신적인 롱샴의 르 플리아쥬는 접이식 여성 핸드백으로 출시 즉시 히트를 쳤고 지금까지도 롱샴의 베스트셀러 상품이다. 나일론 소재의 르 플리아쥬의 디자인은 수많은 모양과 패턴, 색깔, 패브릭으로 재해석되었다.
오늘날 롱샴은 가죽과 캔버스 소재의 핸드백, 여행용 가방, 신발, 여행용품, 패션 액세서리, 여성 기성복 등 다양한 고급 제품을 디자인하고 제조하고 있다.
롱샴 회사는 1,500여 개의 판매처를 통해 80개국에서 사업을 하고 있다.
롱샴은 현재까지도 카세그랑 창업자 일가의 개인 소유로 가족 경영 체제인 민간 기업이다.

## 역사

### 1948년: 롱샴 회사 설립
1948년에 쟝 카세그랑은 그의 부친이 운영하던 «오 술탄»이라는 담배 가게를 물려받았다.
제2차 세계 대전 후, 쟝 카세그랑은 연합국 군인들을 대상으로 음식을 팔며 담배와 담배 관련 액세서리 사업을 했다. 그 중에서 담배 파이프의 판매 수익성이 제일 높았고, 차차 연합군 군인들은 가게의 충성 고객이 되었다.
종전 후, 연합군인들이 파리를 떠날 무렵, 쟝 카세그랑은 업종의 다양화를 시도, 1950년대에 세계 최초의 고급 가죽을 입힌 파이프를 만들었다. 이 가죽을 입힌 파이프는 엘비스 프레슬리와 같은 세계적인 유명인으로부터 사랑받았다.
쟝 카세그랑은 가죽 담뱃대의 유통망을 넓히기 위해 «쟝 카세그랑과 컴퍼니» 라는 회사를 만들었지만, 제품들은 다른 이름으로 판매되었다. 먼 친척들이 이미 카세그랑 가족성을 딴 브랜드 명으로 파리에서 고급 종이 판매 사업을 하고 있었기에, 그는 파리지앵 롱샴이라는 이름으로 그의 상품의 이름을 붙였다.
그 당시 파리 외곽에 제분소가 있었는데, 그 제분소는 롱샴 경마장의 마지막 펄롱의 끝부분에 위치하고 있었다. 쟝 카세그랑은 제품명과 회사명을 경마장을 이름을 따 «롱샴»이라고 명했다. 그의 성 «카세그랑»은 프랑스어로 ‘곡물을 빻다’라는 뜻이다. 이에 제분소를 연상하는 그의 이름을 따서 경마장 롱샴을 회사명으로 사용하게 되었고, 회사 로고를 경주마를 타고 힘차게 달리는 기수로 선택했다.

### 1950년대: 가죽 파이프에서 가죽 제품에 이르기까지
가죽 을 입힌 담배 파이프로 이룬 성공에 힘입은 롱샴은 이에 자사의 제품을 가죽 소품, 여권 커버, 지갑, 가방 및 남성용 가죽 액세서리로 그 영역을 확장하였다.
1950년대 초에 그는 모든 대륙에 수출을 염두, 수출 관리인을 고용해 그의 제품을 수출하기 시작했다.
쟝과 그의 아들 필립 카세그랑은 자사의 시장과 성공 기회를 넓히는데 관심이 있었다. 롱샴은 1970년대 말 동남 아시아에 매장을 오픈했으며, 싱가포르, 홍콩, 일본에 진출한 최초의 유럽 브랜드 중 하나였다. 롱샴은 전세계적인 브랜드로 발전하였다.

### 1970년대: 첫 여성 핸드백
사업이 확장되면서 쟝 카세그랑은 여성들이 핸드백에 관심을 갖게 되었다는 것을 알아챘다. 롱샴은 1971년, 어깨 끈과 두 개의 플랩을 추가한 여성 핸드백을 처음으로 출시했다.
롱샴에서 처음 만든 가방은 나일론으로 만들어졌다. 필립 카세그랑은 1970년 대에 카키색 나일론과 가죽으로 된 가방을 스케치했다. 이 컬렉션은 무거운 여행 가방에 대한 대안이었는데 큰 성공을 거두었다. 이어서, 필립 카세그랑은 4분의 1 크기로 접혀 들어가 단순한 케이스로 미끄러져 들어가는 가방인 엑스트라 백을 발명했다. 이 엑스트라 백은 1993년에 만들어진 르 플리아쥬 핸드백의 전신이 되었다.
그때부터 롱샴은 여행 가방과 여성 핸드백에 초점을 맞추기 시작했다.
1978년에 롱샴은 최초의 여성 핸드백 컬렉션인 LM라인을 도입했다. 그 가방들은 인쇄된 가죽으로 만들어졌다. 같은 해에 흡연자들을 위한 물품들이 카탈로그에서 사라졌다.
1983년에 필립은 롱샴 사의 CEO가 되었다. 그의 아내 미쉘은 판매 책임을 맡으며 회사에 합류하게 되었다. 1991년에 필립과 미쉘의 장남 쟝이 함께 일하며, 나중에 딸 소피가 회사의 예술 책임자가 되었다.

### 1993년: 르 플리아쥬 Le Pliage
1993년은 롱샴의 역사의 전환점인 해였다. 1993년, 롱샴의 CEO였던 필립 카세그랑은 회사의 가장 유명한 핸드백 라인인 르 플리아쥬 Le Pliage (프랑스어로 접는 것을 의미)를 직접 디자인했다. 필립 카세그랑은 실용적이면서도 세련된 멋을 지닌 가방을 만들고 싶어했다. 르 플리아쥬는 독특한 사다리꼴 모양으로 접혀 있는 가방으로, 봉투의 이미지를 연상시키는 핸드백이다.
그 가방을 매우 가볍게 유지하기 위해, 필립 카세그랑은 러시아산 가죽 손잡이를 나일론 캔버스 몸체에 결합시켰다.
가방의 단순한 형태와 다양한 색상과 스타일은 롱샴 의 가장 성공적인 제품이자 가장 인기 있는 가방 중 하나이다.
케이트 미들턴Kate Middleton, 메리 베리Mary Berry, 케이티 홈즈Katie Holmes, 에이미 애덤스Amy Adams 및 알렉사 정 Alexa Chung은 모두 르 플리아쥬 핸드백을 가지고 있다. 롱샴은 또한 마리 카트렌쥬Mary Katrantzou, 제레미 스캇Jeremy Scott 및 세라 모리스Sarah Morris와 같은 예술가들과 협력하여 르 플리아쥬 토트 컬렉션을 재해석하였다.

### 2000년대
수년 간 롱샴은 핸드백과 여행용 가방, 남성용 및 여성용 패션 액세서리, 여성용 기성복 의류 및 신발 컬렉션을 브랜칭해 왔다.
브랜드의 예술적 성향은 브랜드의 창시자인 쟝 카세그랑의 손녀인 소피 델라폰테인이 담당하고 있다. 소피 델라폰테인은 가방, 가죽 의류, 사업체들의 컬렉션을 통해 비지니스 라인의 컬렉션을 통해 이미지와 창조를 책임지고 있다.
롱샴은 르 플리아쥬 가방 외에도 보 풀로네 레져, 벨투 포네, LM 프린트 모티브, 개츠비, 임페리얼, 레전드, 코스모스(우주), 글로스트 (Kate Moss와 공동 디자인) 등과 같은 다른 핸드백으로도 유명하다.
창립 70 주년을 맞아, 롱샴은 2018년 9월, 뉴욕 패션 위크 (Fashion Week) 기간 중, 첫 패션쇼를 여는데, Kendall Jenner, Kate Moss, Kaia Gerber 및 Isabelle Huppert등의 유명인사들이 참석하였다. 소피 델라 폰 타인 (Sophie Delafontaine)은 롱샴 컬렉션의 예술 감독이다.
2018년 4월부터 켄달 제너 (Kendall Jenner)가 롱샴의 뮤즈로 활동하고 있다. 2018년 5월 John Christopher Pina가 롱샴을 위해 제작한 단편 영화 <The Encounter>에서 그녀의 모습을 볼 수 있다.
2019년 2월, 롱샴은 뉴욕 월스트리트에서 열린 새로운 패션쇼에서2019년 가을-겨울 컬렉션을 공개한다.
2020년 8월, Longchamp는 재활용 나일론 섬유“Econyl”로 디자인 된 첫 번째 가방 라인 인 Green District를 출시한다.

## 운영진
롱샴은 현재 쟝 카세그랑 의 직계자손인 2세대와 3세대에 의해 운영, 관리되고 있다.
- Jean Cassegrain, 최고 경영자
- Sophie Delafontaine, 예술 책임자[23]
- Olivier Cassegrain, 미국 매장 책임자

매장 디렉터인 Michèle Cassegrain은 2016년 11월에사망했다.
롱샴의 가치는 15억 달러로 평가 된다. 그 회사의 독립성은 카세그랑 일가에게 안정성을 부여하고 회사의 미래를 장기적으로 생각 하고 계획 할 수 있게 해 준다. 롱샴은 프랑스에서 마지막으로 남은 가족 소유의 민간 가죽 제품 제조 업체 중 하나이다.
Philippe Cassegrain은 2020년 11월 28일 Covid-19로 83 세의 나이로 사망했다.

## 창조와 예술적 협력
1950년대와 1960년대에 롱샴 제품들은 프랑스 영화, 특히 쟝 가뱅Jean Gabin의 영화에 등장했다.
이 브랜드의 예술성 시도는 1970년대에 유명한 러시아계 프랑스 예술가인 세르게이 멘지스키가 디자인한 한정판 시리즈를 선 보이면서 계속해서 이어졌다. 1971년에 그는 가방에 가죽 끈을 덧붙였다. 이 발명으로 롱샴은 유명한 예술가들과 협력하는 세계 최초의 가죽 제품 브랜드 중 하나가 되었다. 이후, 그들은 특별한 제품과 매장 설치를 디자인 면에서 다른 예술가들과 계속해서 협력해 왔다.
2004년에 롱샴은 독립 디자이너인 토마스헤드 위크와의 첫 번째 공동 작업을 시작했다. Heatherwick은 긴 지퍼를 이용한 지퍼 백을 처음 디자인했다. 이 지퍼 백의 성공으로Heatherwick은 롱샴의 뉴욕의 주요 매장을 설계하게 되었다.
2004년과 2005년에는 롱샴을 맞춤형 수하물 가방이 있다. 트레이시 에민은 '나'라는 메시지가 담긴 롱 매치 백 백점짜리 가방을 깨달았다.
2004년과 2005년, 트레이시 에민은 롱샴의 여행용 가방을 디자인했다. Tracey Emin은 « Me Every Time »이라는 메시지가 담긴 패치워크 롱샴 가방을 출시했다.
제레미 스캇 Jeremy Scott는 2005년부터 매년 다른 컬렉션뿐만 아니라 정기적으로 르 플리아쥬 토트 특별판을 디자인해오고 있다.
2008년, 롱샴은 쟝 룩 모어맨이 제시한 LM컬렉션을 재발매했다.
2009년에는 프랑스와 국제 패션 인재 양성을 장려하는 프랑스의 ANDAM협회의 20주년을 기념하기 위해, 제레미 스코트, 샤를르 아나스타제, 두 디자이너의 협작이 이루어졌다. 각 디자이너들은 롱샴의 르 플리아쥬 핸드백의 한정판을 만들었다. « 르 플리아쥬 가방은 크와상, 에펠 탑과 함께 프랑스의 아이콘이다. 그것들은 세련되고 섬세하며 아주 멋진 것이다. »라고 제레미 스캇이 말했다.
2005년과 2015년 사이에, 제레미 스캇은 20가지 스타일의 가방을 제작했다. 매년 그는 대중문화가 반영된 디자인 중 하나를 선택하여 롱샴의 르 플리아쥬에 새로운 모습을 선사했다. 지난 10년 동안 그는 우주에 있는 푸들, 별자리, 신용 카드, 그리고 타이어 자국을 디자인에 사용하였다. 롱샴과의 인연 10주년을 기념하며 만든 핸드백의 한정판은 디자이너가 할리우드에서 보내는 엽서를 피처링한 « Wish you were here»로 제작되었다.
케이트 모스는 롱샴의 광고 캠페인에 출연하기 시작한 2005년 이래로 롱샴의 아이콘이 되었다. 몇 년 후, 케이트 모스는 롱샴의 핸드백 디자인에 참여했다. 첫 협작품으로 레장드 백에 빨간 색 안감을 추가하는 것을 제안했다. 그 후, 롱샴 아트 책임 자인 소피 델라폰테인과 손잡고 롱샴의 언더 브랜드 "케이트 « 롱샴 포 케이트 모스 »라는 이름으로 가방을 출시했다.
2010년에 그녀는 자기의 핸드백을 런칭하였다. 케이트 모스 컬렉션은 그녀의 « 도시 생활 »에 의해 영감을 받은 12개의 다른 가방들로 이루어져 있다. 그 가방들은소호, 라드브로크, 골드브른, 글로스트, 글라션버리 등의 케이트 모스가 런던에서 가장 좋아하는장소들의 이름을 따서 붙여졌다.
2011년, 롱샴은 디자이너 메리 카트란트주와 협력하여 다양한 프린트 토트백을 제작했다. 이 제품은 « trompe l' œil» 원단을 특징으로 했다. 디자이너의 가방은 베트남의 사원과 꽃 퍼레이드에서 영감을 얻었으며 대담한 색감과 야생적인 디자인을 선 보였다. 2012년에 이 디자이너는 두개의 핸드백을 제작하여 새로운 족적을 남겼다. 큰 토트백은 난초, 용과 산호로 장식되었다. 더 작은 사이즈의 토트백에는, 다채로운 꽃과 등불로 장식하면서 아시아 사원과 뉴욕의 카네기 홀을 그녀의 영감의 출발점으로사용했다. Mary Katrantzou는 또한 난초와 등불을 특징으로 하는 르 플리아쥬 핸드백을 디자인했다.
2014년, 롱샴은 예술가 세라 모리스 Sarah Morris와 제휴하여 르 플리아쥬 핸드백의 한정판을 만들었다.
2016년 4월, 롱샴 파리의 세인트 – 오노레 거리에 있는 역사적인 가게를 개조하기 시작하면서 미국 예술가인 라이언 맥기네스의 « Mindscapes »라는 작품으로 가게 입구를 장식하였다.
2017년, 롱샴은 프랑코 - 아르메니아 예술가 Vahram Muratyan와 손잡고 작업을 하고 있다.
2018년 4월, Shayne Oliver는 기성복 및 악세사리 컬렉션, < Longchamp by Shayne Oliver >를 공개한다. 또한 르 플리아쥬 Le Pliage 가방을 새로이 해석하여 롱샴 브랜드의 또다른 이미지를 꿈꾼다.
2020년 9월, 파리 패션 위크 기간 동안 Longchamp는 Le Pliage 가방 라인을 위해 Pokemon과의 콜라보레이션을 선보인다. 캐릭터 피카츄는 브랜드의 역사와 관련하여 기수 폭탄으로 장식되어 등장한다. 이 브랜드는 Pokemon Go 게임에도 등장하며 플레이어는 가상 Longchamp 백팩으로 아바타를 맞춤 설정할 수 있다.

## 아틀리에
쟝 카스그렝 의 시작은 흡연자들을 위한 물건들 (특히 파이프)을 구입, 파리의 공예 장인들을 고용해 담뱃대 위에 가죽을 덧입힌 제품에서였다. 이 가죽 담뱃대의 성공에 힘입은 그는 다양한 가죽 제품들의 시장을 확대 위해 1959년 프랑스 세그레에서 처음으로 롱샴의 첫 아틀리에를 열었다.
롱샴의 제품 생산 능력은 세그레와1969년에 레말라르드, 1972년에 프랑스 에르네, 그리고 2000년 대 꽁브레, 샤또 콩티에와 몽투르네의 새로운 생산 시설을 통해 정기적으로 꾸준히 증가했다.
롱샴은 프랑스에서 제품을 계속 생산하고 있다. 이 회사는 자체 아틀리에를 갖고 있으며 프랑스에서 가장 큰 가죽 생산 공장을 소유하고 있다. 여섯 개의 프랑스 공장에서 만들어지는 제품은 롱샴에서 판매되고 나머지 절반은 자매 회사에서 판매를 담당한다.
롱샴은 현재 프랑스의 푸조주에 새로운 생산 공장을 짓고 있다. 현재 몽투나르에 소재한 가죽 생산 아틀리에를 이곳으로 이전할 계획이다. 이 프로젝트는 생산 공정을 개발하고 현대화하려는 회사의 계획의 일환이다. 대략 7,000평방미터의 이 새로운 부지는 100여 명의 수용할 수 (현재 70 명), 새로운 직원의 교육 및 통합을 지원하는 교육학습 워크숍이 포함된다. 이 새로운 생산 공장은 2018년에 개장 된다.
롱샴은 주로 프랑스와 이탈리아에 위치한 전문 제조 업체에 의해 제작된 기성복 및 신발 컬렉션을 제외한 대부분의 제품을 생산하고 있다.
롱샴은 1,650명의 직원과 핸드백 및 액세서리를 생산하는 1,500 명의직원으로구성되어 총 3,000여 명이 넘는직원을 고용하고 있다.
2018년 9월, 롱샴은 Vendée의 Pouzauges에 7,000m² 규모의 새로운 생산 공장을 준공한다. 프랑스의 여섯 번째 생산 공장으로, 이곳에서는 제품 생산뿐만 아니라 교육의 장도 겸하고 있다.
프랑스 서부에 위치한 이 생산 공장은900 명을 고용하고 있으며, 2018년 프랑스 생산품의 절반을 보장하고 있다.
2018년 기준으로, 롱샴은 300 개의 자체 매장을 포함하여, 전세계 1,500 개의 가맹점을 보유하고 있으며, 전세계 3200 명의 사람들이 롱샴을 위해 일하고 있다.

## 매장

### 미국 매장
미국에서, 롱샴은 1950년대에 소매점들을 통해 유통되었다. 1984년 매디슨가에 미국 최초의 매장을 오픈했다. 삭스 피프스 에비뉴와 노트스트롬에 미국 최초로 브랜드를 입점 시켰으며, 그후 브루밍 데일스에서 판매를 시작하였다. 1993년 롱샴은 사업 확장을 위해 뉴욕에 자체 매장을 설립했다.
2006년에 이 회사는 뉴욕시 소호 지구에 있는 « 라 메종 유니크 »라는 뉴욕 플래그십 스토어를 오픈했다. 이 매장은 롱샴에서 가장 큰 매장으로 토마스 헤드위크가 디자인했으며 Thomas Heatherwick가 만든 지퍼백은 롱샴 브랜드 중에서 가장 잘 팔리는 아이템 중 하나가 되었다.
2014년, 롱샴은 북미 지역에 17개의 매장을 운영했다.
2018년 4월, 롱샴 (Longchamp)은 뉴욕 5 번가 (Newth 5 Avenue)에 새로운 매장을 열었으며 캘리포니아의 Beverley Hills에도 매장을 연다.

### 유럽
1988년 롱샴은 프랑스 파리의 세인트 오노레 390 번지에서 최초의 전용 매장을 개점했다. 1999년, 파리 매장은 영업을 확장하기 위해 같은 길 404번지로 옮겨 갔다.
2013년에 롱샴은 런던의 리젠트 스트리트에 매장을 열었는데, 런던 매장은 유럽에서 가장 큰 매장으로 뉴욕에 이어 세계에서 두 번째로 큰 규모의 매장이 되었다.
2014년 12월, 롱샴은 파리 샹젤리제 거리에 대형 매장을 열었다. 이 매장에는 500 평방 미터의 소매 공간이 2 층으로나뉘어 있으며, 지금 현재 유럽에서 가장 큰 롱샴 매장이다. 이 본점에는 남성용 및 여성용 가죽 의류 전체 라인과 액세서리, 여행용 가방, 여성용 기성복과 신발들을 구비하고 있. 이곳은 롱샴의 유명한 르 플리아쥬 핸드백을 찾는 전세계의 여행객과 파리지앵으로 분주하다.
롱샴은 런던, 로마, 바르셀로나, 뮌헨, 비엔나를 포함한 주요 유럽 도시에 매장을 두고 있다.

### 아시아
2006년 롱샴은 중국에서 첫 매장을 열었다. 2011년 롱샴은 홍콩에 새로운 플래그십 스토어 « 라 메종 위트 La Maison 8 »를 열었다. 이 매장은 세계에서 두 번째로 큰 롱샴 매장으로 (SoHo 매장 이후)이다. 몇 년 후 롱샴은 베이징과 상하이에다 7 개의 매장을 추가로 개설하여 오늘 현재 총 50 개의 매장을 중국에서 운영하고 있다.
또한 2014년, 동남아시아에 22 개의 매장을 운영했으며, 이 매장의 매출액은 롱샴의 전세계 매출의 10 %를 차지했다.
롱샴은 2017년 10월, 아시아에서 제일 큰 판매장을 도쿄 오모테산도에 연다. 7 층에 걸쳐 가방, 기성복, 신발 및 가죽 제품 등의 컬렉션을 선보이고 있으며, 호주 예술가 John Aslanidis의 프레스코화로 이 매장의 아름다움을 더하고 있다.
2018년에 롱샴은 Mr. Bags이란 이름으로 널리 알려진 중국 블로거 Ta Liang과 함께 캡슐 컬렉션을 선보인다.
롱샴은 중국에서 18 개의 매장을 운영하고 있으며, 2019년 롱샴 중국 전자 상거래 사이트 개설을 목표로 그 준비를 하고 있다.

## 글로벌 이미지 2013년, 롱샴은 회사의 성장을 지원하기 위해 물류에 투자했다. 롱샴은 프랑스 세그레 시에 2만 3천 평방미터 규모의 물류 센터를 건설했다. 이 시설은 그 회사의 이전 시설의 두 배 규모이다.
롱샴은 국제 유통망을 통해 광범위한 제품을 판매한다.
롱샴은 브라질, 이스라엘, 아부 다비, 페루, 칠레, 파라과이, 캐나다, 오스트리아, 마카오, 두바이, 캄보디아, 쿠알라 룸프르, 태국, 필리핀, 인도네시아 등 80개국에 진출해 있다. 또한 사우디 아라비아와 카타르에 초점을 맞춘 중동 지역 전역에 걸쳐 네트워크를 확장할 계획이다. 롱샴은 멕시코, 베네수엘라, 콜롬비아에서도 프랜차이즈 가맹점을 운영하고 있다.
이 그룹은 전세계 300개 이상의 매장을 운영 관리하고 있으며, 20 개의 유통 자회사를 통해 소매점, 회사 직영 매장 , 가맹점, 백화점 입점, 종합 쇼핑센터, 다중 브랜드 고급 가죽 제품 판매점, 공항 입점, 온라인 판매를 포함한 1,500여 개의 판매처을 두고 있다.
롱샴은 전 세계 300 개 이상의 매장을 직접 관리하고 있으며, 소매점, 회사 직영 매장 및 프렌차이즈, 백화점 할인점, 공항 및 온라인 판매를 포함한 1,500 여 개의 판매처을 두고 있다.

## 같이 보기
- 가죽 공예